# Scherrunsengraben
Der Scherrunsengraben (auch Zeiselbach) ist ein linker Zufluss zur Zaya bei Bullendorf nahe Wilfersdorf in Niederösterreich.

## Geografie
Der Scherrunsengraben, der im Oberlauf auch dem Namen Zeiselbach trägt, entspringt im Westen von Erdberg, wo sich in der Nähe auch ein kleiner Quelltümpel befindet, passiert Erdberg und fließt von dort nach Südsüdosten ab, wo er noch einen die Flur Aukental entwässernden Zubringer rechts aufnimmt, bevor er Bullendorf durchfließt und an der Ostseite des Ortes von links in die Zaya einmündet. Sein Einzugsgebiet umfasst 12,9 km² in weitestgehend offener Landschaft.